# Skarbimierz (gmina)
Pour les articles homonymes, voir Skarbimierz.
Skarbimierz est une gmina rurale du powiat de Brzeg, Opole, dans le sud-ouest de la Pologne. Son siège est Skarbimierz Osiedle, près du village de Skarbimierz, qui se situe environ 4 km au sud-ouest de Brzeg et 41 km au nord-ouest de la capitale régionale Opole.
La gmina couvre une superficie de 110,5 km2 pour une population de 7 240 habitants.

## Géographie
La gmina inclut les villages de Bierzów, Brzezina, Kopanie, Kruszyna, Lipki, Łukowice Brzeskie, Małujowice, Pawłów, Pępice, Prędocin, Skarbimierz, Skarbimierz Osiedle, Zielęcice, Żłobizna et Zwanowice.
La gmina borde la ville de Brzeg et les gminy de Lewin Brzeski, Lubsza, Oława, Olszanka, Popielów et Wiązów.